# Fukuoka (thành phố)
Thành phố Fukuoka (福岡市 (Phúc Cương thị) Fukuoka-shi) là trung tâm hành chính của tỉnh Fukuoka, ở Kyushu, phía nam Nhật Bản. Fukuoka cùng với Kitakyushu (cũng thuộc tỉnh Fukuoka) còn là đô thị quốc gia của Nhật Bản ở Kyushu. Fukuoka nằm ở tọa độ 33°35' Bắc 130°24′ Đông.
Để đi đến Fukuoka, có nhiều phương tiện như sân bay Fukuoka, đường sắt tốc độ cao tại nhà ga Hakata và bằng phà. Công ty Đường sắt Nhật Bản (JR) chi nhánh Kyushu còn điều hành loại tàu thủy có thiết bị nâng thân trên tuyến đường nối từ ga Hakata đến Busan (Hàn Quốc). Ngoài ra còn có đường tàu điện ngầm Nanakuma, mới được khánh thành tháng 2 năm 2005.
Fukuoka là nơi sản sinh ra nhiều nghệ sĩ âm nhạc tài năng hơn bất kì thành phố nào khác của Nhật Bản. Những tên tuổi lớn là Ayumi Hamasaki, "nữ hoàng" của J-POP, Chage & Aska, Shiina Ringo, Spitz, MISIA, YUI... Từ thập niên 1970, giới nghệ sĩ ở đây rất tự hào vì họ là nguồn gốc của loại nhạc Rock địa phương, "Mentai Rock". Những năm gần đây, những buổi biểu diễn âm nhạc ngày càng được trẻ hóa do sự tình nguyện biểu diễn chung của những nhạc công địa phương cùng các nghệ sĩ nước ngoài đến đây. Những ban nhạc kết hợp kiểu này có thể kể Fever, Cut Flowers, Dr. Funkinstein, F8 & The Routes...

## Lịch sử

### Thời cổ đại và trung đại
Theo những khai quật khảo cổ trong thành phố thì từ thời kì đồ đá cũ con người đã sinh sống ở vùng đất này.
Vì nằm khá gần Bán đảo Triều Tiên nên có nhiều giao lưu với Triều Tiên và Trung Hoa.

### Sự xâm lược của quân Mông Cổ
Cảng biển ở Vịnh Hakata là cửa ngõ giao thương quan trọng giữa Nhật Bản với Triều Tiên và Trung Quốc. Sau khi chinh phục Cao Ly, Đại Hãn Hốt Tất Liệt đã chuyển sự chú ý qua Nhật Bản.
Hốt Tất Liệt đã nhiều lần cho sứ giả sang yêu cầu Triều đình Kamakura qui phục nhà Nguyên nhưng đã bị từ chối.
Sau nhiều lần không có kết quả, năm 1274, Hốt Tất Liệt đưa quân xâm lược đảo Tsushima và tiến vào vịnh Hakata với một hạm đội gồm 900 tàu chiến, 30.000 lính chiến, bao gồm cả lính Hán, Cao ly. Do thiếu vũ khí và sự chống trả của những võ sĩ Gokenin nên quân Nguyên đã rút lui.

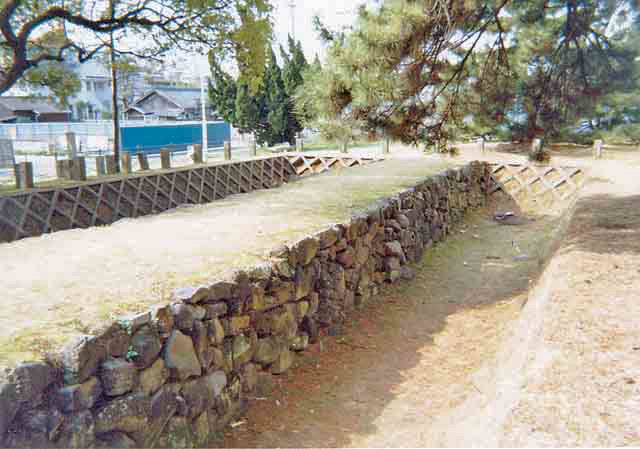
Bức tường đá ở Fukuoka

Sau cuộc xâm lược năm 1274, những võ sĩ Nhật Bản đã xây dựng một hàng rào đá dài 20 km, cao khoảng 2–3 m ở biên giới bờ biển vịnh Hakata, bây giờ là thành phố Fukuoka.
Năm 1281, Hốt Tất Liệt tấn công lần thứ hai vào quận Fukuoka, tăng cường quân lực lên 140.000 quân lính, 4.000 tàu chiến. Nhưng gặp một cơn bão mạnh và cuộc xâm lược lại thất bại.
Cơn bão đó sau này được gọi là Kamikaze (Thần Phong- gió thần).
Trận đánh năm 1274 gọi là Bunei no eki và năm 1281 gọi là Koan no eki được xem là hai trận đánh chống ngoại xâm nổi tiếng trong lịch sử Nhật Bản

### Fukuoka thế kỷ 20

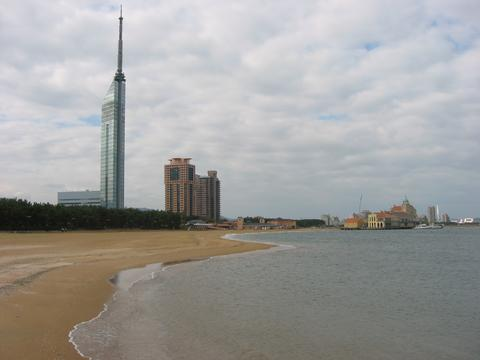
Tòa nhà Fukuoka

- 1903: Cao đẳng Y tế Fukuoka, một trường cao đẳng trực thuộc Đại học Hoàng gia Kyoto, được thành lập
- 1910: Hệ thống xe điện đi vào hoạt động
- 1929: Xuất hiện những chuyến bay thương mại trên trục Fukuoka-Osaka-Tokyo
- 1945: Hoa Kỳ không kích tập trung vào các thành phố ở Nhật trên đảo Honshu, nhưng Fukuoka cũng là một mục tiêu.
- 1951: Sân bay Fukuoka thành lập
- 1953: Sở thú Fukuoka
- 1981: Tàu điện ngầm đi vào hoạt động
- 1988: Đội bóng chày chuyên nghiệp Osaka-Chim ưng Nankai, chuyển tới Fukuoka và đổi tên thành "Những chú chim ưng" Fukuoka Daiei
- 1995: ACROS (Asian Crossroads Over the Sea - Giao lộ châu Á trên biển), một trung tâm đa năng, đã được thành lập để nối chặt quan hệ giữa Nhật với các quốc gia châu Á khác. Ở đây có khu buôn bán Tenjin, và một công viên lớn, những khu vườn bậc thang, một thư viện và nhiều tiện nghi khác để khuyến khích mối quan hệ hòa bình với những quốc gia cùng châu lục

## Địa lý
Fukuoka cách Tokyo 1.100 km, các Seoul 540 km, cách Thượng Hải 870 km, Fukuoka khá gần gũi với Hàn Quốc và Trung Quốc, có sự giao thoa về văn hóa và kinh tế lâu đời. Ba phía Fukuoka là ba mặt núi, và mặt phía bắc là biển Genkai.

### Động đất
Fukuoka là nơi từng chịu nhiều động đất. Một trận động đất phát sinh ở biển Genkai vào lúc 10:53 sáng ngày 20 tháng 3 năm 2005 đã làm 1 người thiệt mạng và làm 400 người khác bị thương.

## Dân cư
Tháng 3 năm 2005, dân số thành phố là 1.391.146 người, mật độ dân số 4.084,40 người/km² (tổng diện tích 340,60 km²).
Fukuoka là thành phố trẻ thứ hai ở Nhật, có tốc độ tăng dân số là 4,4% cũng làm Fukuoka là thành phố có tốc độ tăng dân số nhanh thứ hai ở Nhật (số liệu năm 2000).

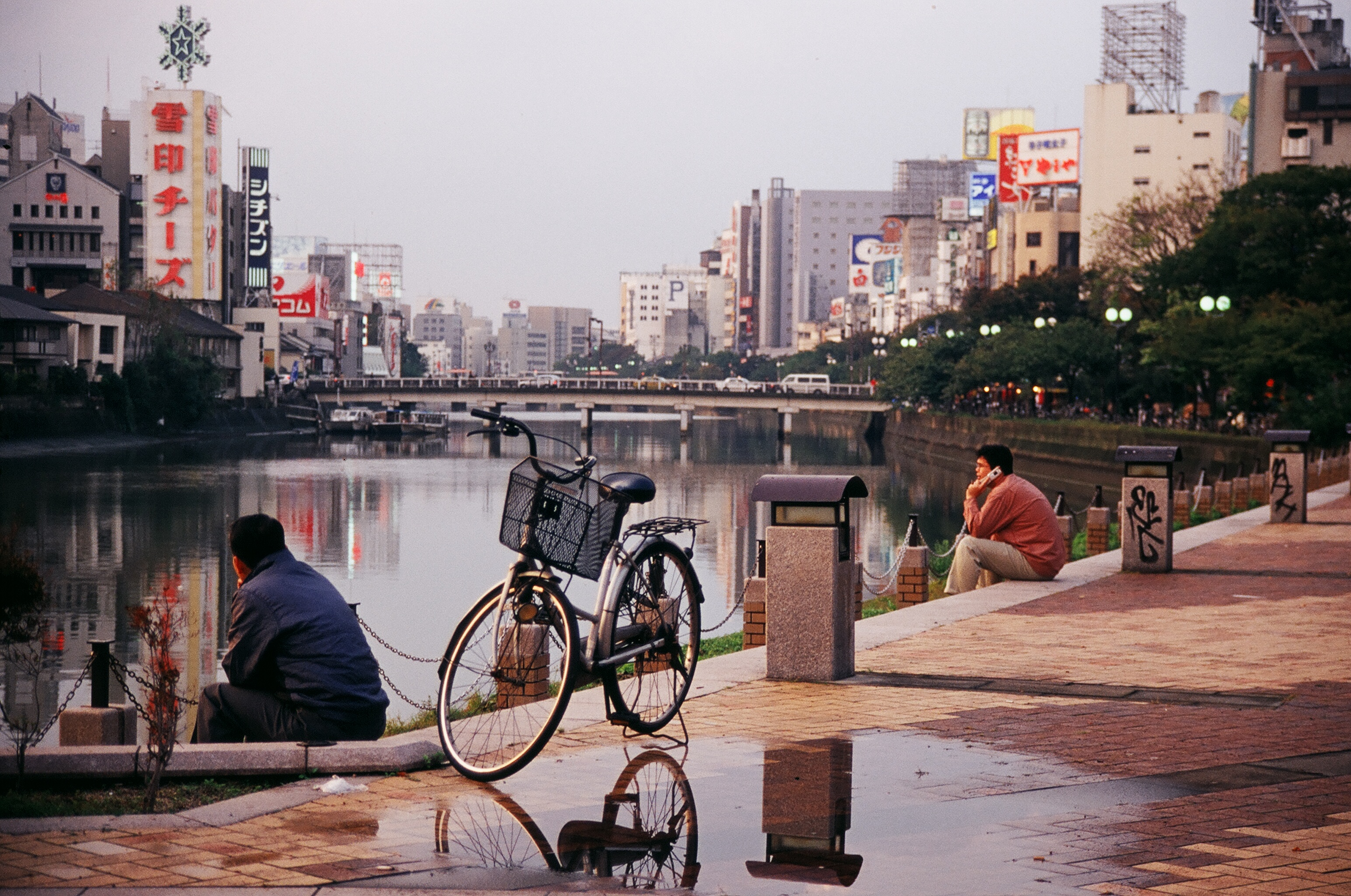
Phường Hakata ở Fukuoka

Thành phố Fukuoka được chia làm 7 khu:
1. Higashi-ku
2. Hakata-ku
3. Chuo-ku
4. Minami-ku
5. Jonan-ku
6. Sawara-ku
7. Nishi-ku

## Lễ hội

### Yamakasa
Yamakasa (山笠), kéo dài 2 tuần tháng 7 hàng năm, là lễ hội lâu đời nhất ở Fukuoka, đã có 700 năm lịch sử. Từng đoàn nam (không có phụ nữ, riêng bé gái thì có thể chấp nhận), đến từ nhiều quận khác nhau, cùng học mang trên vai những cái phao nặng vài ngàn pound. Tất cả những người tham gia đều mặc khố (ở đây gọi là shimekomi, còn ở những nơi khác của Nhật gọi là fundoshi).

### Hakata Dontaku
Hakata Dontaku (博多どんたく), tổ chức vào ngày 3 và 4 tháng 5 ở thành phố Fukuoka. Đây là lễ hội trình diễn truyền thống, với những đoàn diễu hành rất lớn. Tên đầy đủ của lễ hội là Hakata Dontaku Minato Matsuri (博多どんたく港まつり).
Lễ hội này đã bị gián đoạn 7 năm vào thời Minh trị, và vào năm thứ 12 Minh Trị, nó lại được tổ chức lại với cái tên Hakata Dontaku.

## Thể thao
Fukuoka là cứ điểm của đội bóng chày Fukuoka SoftBank Hawks. Sân nhà của đội là Fukuoka PayPay Dome. Fukuoka đã không thành công trong vòng tranh quyền tổ chức Thế vận hội mùa hè năm 2016.
Một vài sự kiện thể thao hàng năm:
- Vô địch Judo toàn Nhật Bản.
- Giải Marathon Fukuoka mở rộng.

## Giáo dục
Fukuoka là trung tâm giáo dục của vùng Kyushu với nhiều trường đại học lớn như:
- Đại học Kyushu
- Viện Mỹ thuật Kyushu
- Đại học Fukuoka
- Đại học Seinan Gakuin
- Đại học Towa